# Hötjärnen (Edefors socken, Norrbotten)
Hötjärnen är en sjö i Bodens kommun i Norrbotten och ingår i Luleälvens huvudavrinningsområde.